# Skryje (Brno-vidéki járás)
Skryje település Csehországban, a Brno-vidéki járásban. Skryje Olší, Tišnovská Nová Ves, Horní Loučky, Pernštejnské Jestřabí és Drahonín településekkel határos. Lakosainak száma 72 fő (2024. január 1.).

## Népesség
A település lakosságának változását az alábbi diagram mutatja:
| Lakosok száma | 205  | 198  | 193  | 175  | 113  | 69   | 58   | 59   | 65   | 72   |
|               | 1869 | 1890 | 1921 | 1950 | 1980 | 2001 | 2017 | 2019 | 2022 | 2024 |